# Honguemare-Guenouville
Honguemare-Guenouville es una localidad y comuna francesa situada en la región de Alta Normandía, departamento de Eure, en el distrito de Bernay y cantón de Routot.

## Demografía
| 384 | 424 | 428 | 477 | 613 | 606 |
| Para los censos de 1962 a 1999 la población legal corresponde a la población sin duplicidades (Fuente: INSEE [Consultar]) |     |     |     |     |     |